# Mușetești
Muşeteşti é uma comuna romena localizada no distrito de Gorj, na região de Oltênia. A comuna possui uma área de 91.89 km² e sua população era de 2205 habitantes segundo o censo de 2007.